# Parafia Miłosierdzia Bożego w Bydgoszczy
Parafia Miłosierdzia Bożego w Bydgoszczy – rzymskokatolicka parafia w Bydgoszczy, erygowana w 1946 roku. Należy do dekanatu Bydgoszcz III.
Proboszczowie:
- 1946–1982 ks. Feliks Małecki
- 1982–2004 ks. Janusz Mnichowski (zm. 1 stycznia 2023)[1][2]
- 2004–2023 ks. Tadeusz Kruszka
- 2023–obecnie ks. Maciej Kulczyński[3]